# 남능미
남능미(南能美, 본명: 채혜숙(蔡惠淑), 1946년 12월 10일~)는 대한민국의 배우이자 연극인이다. 
충청남도 청양군에서 태어났고, 1955년(10세 때)에 아버지를 여의면서 이모가 있는 경기도 동두천으로 거처를 옮겼고, 이후 그곳에서 성장하였다. 1965년 연극배우로 처음 입문한 후, 1967년 서울중앙방송(현재의 KBS) 공채 탤런트 6기로 첫 입격하였으며, 1974년 MBC 문화방송 공채 6기 성우로 옮겼다.

## 학력
- 동두천여자중학교
- 동두천여자상업고등학교

## 출연작

### 영화
- 1979년 《내가 버린 남자》
- 1982년 《반금련》
- 1996년 《카루나》 ... 신씨 역
- 2009년 《내 사랑 내 곁에》 ... 주옥연 역
- 2015년 《오늘의 연애》 ... 목욕탕 할머니 역

### 드라마
- 1973년 KBS 일일연속극 《파도》
- 1977년 MBC 주간드라마 《비둘기 가족》
- 1977년 MBC 주말연속극 《후회합니다》 ... 이모 역
- 1977년 MBC 추석특집극 《최진사댁 고명딸》
- 1977년 MBC 일일연속극 《빨간 능금이 열릴때까지》
- 1978년 MBC 일일연속사극 《정부인》
- 1978년 MBC 주말연속극 《청춘의 덫》
- 1979년 MBC 어린이연속극 《거인의 숲》
- 1979년 MBC 주말연속극 《엄마, 아빠 좋아》
- 1979년 MBC 6.25특집극 《최후의 증인》
- 1979년 MBC 일일연속사극 《안국동 아씨》
- 1979년 MBC 주말연속극 《산이 되고 강이 되고》
- 1981년 MBC 일일연속극 《나리집》
- 1981년 MBC 일일연속극 《새아씨》
- 1981년 MBC 대하드라마 《장희빈》 ... 중궁전 오 상궁 역
- 1982년 MBC 주말연속극 《미련》
- 1982년 MBC 일일연속극 《어제 그리고 내일》
- 1983년 MBC 아침드라마 《새댁》
- 1984년 MBC 주간드라마 《햇빛 사냥》
- 1984년 MBC 단막극 《MBC 베스트셀러극장 - 30일간의 야유회》
- 1985년 MBC 수목드라마 《엄마의 방》
- 1985년 MBC 단막극 《MBC 베스트셀러극장 - 말괄량이 도시》
- 1985년 MBC 단막극 《MBC 베스트셀러극장 - 다리는 웨딩드레스》
- 1985년 MBC 주간드라마 《아빠 우리 아빠》 ... 고모 역
- 1986년 MBC 대하드라마 《일부변경선》
- 1986년 MBC 단막극 《MBC 베스트셀러극장 - 구름은 흘러가도》
- 1986년 MBC 단막극 《MBC 베스트셀러극장 - 화당리 손례》
- 1987년 MBC 주말연속극 《사랑과 야망》 ... 파주댁 역
- 1989년 MBC 어린이드라마 《스타 탄생》
- 1989년 MBC 미니시리즈 《나비야 청산가자》 ... 한수레 역
- 1989년 MBC 미니시리즈 《완장》
- 1990년 MBC 수목드라마 《그 여자》 ... 재숙 모 역
- 1990년 MBC 창사특집극 《에미》 ... 이모 역
- 1991년 MBC 단막극 《MBC 베스트극장 - 아빠는 사업가》 ... 재력있는 과부 역
- 1991년 KBS2 아침드라마 《그리고 흔들리는 배》 ... 배철수 모 역
- 1992년 MBC 미니시리즈 《행촌 아파트》 ... 찬수 모 역
- 1992년 KBS 일요아침드라마 《대추나무 사랑걸렸네》... 남재순 역
- 1992년 SBS 소설극장 《해빙기의 아침》 ... 장 여사 역
- 1992년 MBC 단막극 《MBC 베스트극장 - 자화상》
- 1992년 KBS2 아침드라마 《비 오는 날 오후》
- 1993년 KBS2 주말연속극 《연인》 ... 상훈 모 역
- 1993년 MBC 미니시리즈 《산바람》 ... 이영근의 처, 윤씨 역
- 1993년 KBS2 단막극 《드라마게임 - 우리 시대의 터프가이》
- 1994년 MBC 주말연속극 《서울의 달》 ... 차영숙 모 역
- 1994년 KBS1 단막극 《인간극장 - 스트라디바리, 문을 열어주세요》
- 1995년 MBC 단막극 《MBC 베스트극장 - 좁은 문》
- 1995년 KBS2 일요아침드라마 《사랑한다면서》
- 1995년 KBS2 주말연속극 《젊은이의 양지》 ... 차희 모 역
- 1995년 MBC 단막극 《MBC 베스트극장 - 서울 블루스》
- 1996년 KBS2 일일연속극 《며느리 삼국지》 ... 시어머니 역
- 1996년 KBS2 단막극 《드라마게임 - 세 여자의 어떤 하룻밤》
- 1996년 MBC 단막극 《MBC 베스트극장 - 황금빛 정원》
- 1996년 MBC 일일연속극 《서울 하늘 아래》 ... 한문자 역
- 1997년 SBS 일일시트콤 《OK목장》 ... 능미 역
- 1997년 MBC 미니시리즈 《불꽃놀이》
- 1997년 iTV 일일드라마 <가족> ... 김성주 역
- 1997년 KBS2 주말연속극 《웨딩드레스》 ... 장꽃분 역
- 1997년 KBS1 TV소설 《모정의 강》 ... 평양댁 역
- 1998년 KBS2 아침드라마 《바람처럼 파도처럼》
- 1998년 MBC 6.25특집극 《이방인》 ... 작은 어머니 역
- 1998년 KBS1 농촌드라마 《대추나무 사랑걸렸네》... 양씨 부인 역
- 1999년 KBS1 일일연속극 《사람의 집》 ... 박 여사 역
- 2000년 MBC 아침드라마 《느낌이 좋아》 ... 박 여사 역
- 2002년 KBS2 어린이드라마 《매직키드 마수리》 ... 염정순 역
- 2003년 KBS1 TV소설 《분이》 ... 영분 모 역
- 2004년 KBS2 단막극 《드라마시티 - 봉메골 산삼소동》
- 2008년 KBS1 TV소설 《큰 언니》 ... 안씨 역
- 2012년 JTBC 미니시리즈 《아내의 자격》 ... 오정애 역
- 2012년 KBS2 일일시트콤 《닥치고 패밀리》 ... 궁애자 역
- 2013년 tvN 목요드라마 《식샤를 합시다》 ... 수경의 어머니 역
- 2015년 KBS1 농촌드라마 《오! 할매》 ... 황간난 역
- 2016년 tvN 금토드라마 《디어 마이 프렌즈》 ... 기자 역
- 2016년 KBS1 일일연속극 《빛나라 은수》 ... 김명순 역
- 2018년 KBS1 일일연속극 《내일도 맑음》 ... 문 여사 역
- 2021년 MBC 수목드라마 《미치지 않고서야》 … 김 여사 역
- 2024년 SBS 금토드라마 《지옥에서 온 판사》 ... 장순희 역

## 수상
- 1977년 MBC 연기대상 탤런트부문 우수상
- 1987년 MBC 연기대상 탤런트부문 우수상